# Audion (album)
Audion is een studioalbum van Larry Fast uit 1981. Na zijn fragmentarisch opgezette Games kwam Fast onder zijn artiestennaam Synergy met Audion. De titel is de Engelse benaming voor "radiolamp".
De eerste vier nummers hebben een rockkarakter, de latere nummers gaan meer richting Isao Tomita, Jean-Michel Jarre en Vangelis. Het album werd gedurende de periode 2 januari tot en met 1 juni 1981 opgenomen in Fasts eigen Synergy Studio en in House of Music in West Orange (New Jersey). Een latere uitgave bevat een bonustrack, een demo van After the Earthquake.

## Musici
- Larry Fast – synthesizers, computerapparatuur, elektronica

## Tracklist
| Nr. | Titel                       | Duur |
| --- | --------------------------- | ---- |
| 1.  | Orbit Five                  | 1:00 |
| 2.  | Revolt at L-5               | 4:49 |
| 3.  | Terminal Hotel              | 4:12 |
| 4.  | Electric Blue               | 6:19 |
| 5.  | Ancestors                   | 5:25 |
| 6.  | After the Earthquake        | 3:28 |
| 7.  | Falcons and Eagles          | 5:45 |
| 8.  | Flight of the Looking Glass | 3:23 |
| 9.  | Shibolet                    | 4:39 |
| 10. | An End to History           | 6:03 |